# Коса-Яняцька
44°43′ пн. ш. 15°26′ сх. д. / 44.71° пн. ш. 15.43° сх. д.
Коса-Яняцька (хорв. Kosa Janjačka) — населений пункт у Хорватії, у Лицько-Сенській жупанії у складі громади Перушич.

## Населення
Населення за даними перепису 2011 року становило 98 осіб.
Динаміка чисельності населення поселення:

## Клімат
Середня річна температура становить 8,35 °C, середня максимальна – 22,81 °C, а середня мінімальна – -7,60 °C. Середня річна кількість опадів – 1285 мм.
| Клімат поселення                              | Клімат поселення | Клімат поселення | Клімат поселення | Клімат поселення | Клімат поселення | Клімат поселення | Клімат поселення | Клімат поселення | Клімат поселення | Клімат поселення | Клімат поселення | Клімат поселення | Клімат поселення |
| Показник                                      | Січ.             | Лют.             | Бер.             | Квіт.            | Трав.            | Черв.            | Лип.             | Серп.            | Вер.             | Жовт.            | Лист.            | Груд.            |                  |
| Середній максимум, °C                         | 5,46             | 6,60             | 10,14            | 14,18            | 18,87            | 22,26            | 22,81            | 22,56            | 18,17            | 13,61            | 8,18             | 4,25             |                  |
| Середня температура, °C                       | −1,07            | 0,08             | 3,62             | 7,65             | 12,35            | 15,74            | 18,19            | 17,94            | 13,56            | 8,98             | 3,56             | −0,38            |                  |
| Середній мінімум, °C                          | −7,6             | −6,44            | −2,91            | 1,12             | 5,82             | 9,22             | 13,60            | 13,32            | 8,93             | 4,37             | −1,04            | −4,99            |                  |
| Норма опадів, мм                              | 94               | 95               | 96               | 104              | 93               | 93               | 63               | 82               | 126              | 143              | 165              | 131              |                  |
| Середньомісячна швидкість вітру, м/с          | 2.09             | 2.22             | 2.46             | 2.40             | 2.22             | 2.01             | 2.00             | 1.90             | 1.94             | 2.05             | 2.27             | 2.31             |                  |
| Середньомісячна сонячна радіація, кДж/м²·день | 4546             | 7192             | 10630            | 15173            | 19323            | 21236            | 23084            | 19810            | 14653            | 9367             | 4897             | 3786             |                  |
| --------------------------------------------- | ---------------- | ---------------- | ---------------- | ---------------- | ---------------- | ---------------- | ---------------- | ---------------- | ---------------- | ---------------- | ---------------- | ---------------- | ---------------- |
| Джерело:                                      |                  |                  |                  |                  |                  |                  |                  |                  |                  |                  |                  |                  |                  |